# Platypalpus tenellus
Platypalpus tenellus is een vliegensoort uit de familie van de Hybotidae, die tot de orde van de  tweevleugeligen (Diptera) behoort. De wetenschappelijke naam van de soort werd voor het eerst geldig gepubliceerd in 1902 door Axel Leonard Melander.